# Paralympische Zomerspelen 2020
De Paralympische Zomerspelen 2020 of Paralympische Spelen Tokio 2020 vonden plaats van 24 augustus tot en met 5 september 2021 in de Japanse hoofdstad Tokio.
Het grootste sportevenement ter wereld stond in eerste instantie in Tokio gepland van 25 augustus tot en met 6 september 2020, maar vanwege de coronapandemie zijn deze een jaar uitgesteld. Het jaartal in de naamgeving bleef onveranderd.
In 2021 was Tokio voor de tweede keer de gaststad van de Paralympische Zomerspelen. De eerste keer was in 1964.

## Toewijzing
De Paralympische Zomerspelen 2020 werden toegewezen aan Tokio op 7 september 2013, tijdens de 125ste bijeenkomst van het Internationaal Olympisch Comité in Buenos Aires, de hoofdstad van Argentinië.
| Stemming gaststad Olympische en Paralympische Spelen 2020 | Stemming gaststad Olympische en Paralympische Spelen 2020 | Stemming gaststad Olympische en Paralympische Spelen 2020 | Stemming gaststad Olympische en Paralympische Spelen 2020 | Stemming gaststad Olympische en Paralympische Spelen 2020 | Stemming gaststad Olympische en Paralympische Spelen 2020 |
| --------------------------------------------------------- | --------------------------------------------------------- | --------------------------------------------------------- | --------------------------------------------------------- | --------------------------------------------------------- | --------------------------------------------------------- |
| stad                                                      | NOC                                                       | 1e stemronde                                              | tussenronde                                               | 2e stemronde                                              |                                                           |
| Tokio                                                     | Japan                                                     | 42                                                        | —                                                         | 60                                                        |                                                           |
| Istanbul                                                  | Turkije                                                   | 26                                                        | 49                                                        | 36                                                        |                                                           |
| Madrid                                                    | Spanje                                                    | 26                                                        | 45                                                        | —                                                         |                                                           |

## Sporten
De volgende sporten kwamen aan bod op de Paralympische Zomerspelen van 2020:

### Wijzigingen in het sportief programma
Op de Paralympische Zomerspelen van 2020 stonden badminton en taekwondo voor het eerst op het Paralympisch programma. Zeilen en CP-voetbal verdwenen daarentegen uit de programmering.

## Kalender
De volgende tabel geeft het programma van de Spelen per dag. Een blauw vakje betekent dat er die dag wedstrijden op het programma staan maar dat er geen medailles zijn te winnen. Een geel vakje geeft aan dat er die dag medailles zijn te winnen en het getal staat voor het aantal finales.
| OC | Openingsceremonie | ● | Wedstrijden | 1 | Finales | SC | Sluitingsceremonie |

| augustus/september 2021 | augustus/september 2021 | augustus | augustus | augustus | augustus | augustus | augustus | augustus | augustus | september | september | september | september | september | Finales |
| augustus/september 2021 | augustus/september 2021 | 24 Di.   | 25 Wo.   | 26 Do.   | 27 Vr.   | 28 Za.   | 29 Zo.   | 30 Ma.   | 31 Di.   | 1 Wo.     | 2 Do.     | 3 Vr.     | 4 Za.     | 5 Zo.     | Finales |
| ----------------------- | ----------------------- | -------- | -------- | -------- | -------- | -------- | -------- | -------- | -------- | --------- | --------- | --------- | --------- | --------- | ------- |
| Ceremonies              | Ceremonies              | OC       |          |          |          |          |          |          |          |           |           |           |           | SC        |         |
| Atletiek                | Atletiek                |          |          |          | 13       | 16       | 19       | 16       | 21       | 17        | 18        | 17        | 25        | 5         | 167     |
| Badminton               | Badminton               |          |          |          |          |          |          |          |          | ●         | ●         | ●         | 7         | 7         | 14      |
| Bankdrukken             | Bankdrukken             |          |          | 4        | 4        | 4        | 4        | 4        |          |           |           |           |           |           | 20      |
| Basketbal               | Basketbal               |          | ●        | ●        | ●        | ●        | ●        | ●        | ●        | ●         | ●         | ●         | 1         | 1         | 2       |
| Boccia                  | Boccia                  |          |          |          |          | ●        | ●        | ●        | ●        | 4         | ●         | ●         | 3         |           | 7       |
| Boogschieten            | Boogschieten            |          |          |          | ●        | 1        | 1        | 2        | 2        |           | 1         | 1         | 1         |           | 9       |
| Goalball                | Goalball                |          | ●        | ●        | ●        | ●        | ●        | ●        | ●        | ●         | ●         | 2         |           |           | 2       |
| Judo                    | Judo                    |          |          |          | 4        | 4        | 5        |          |          |           |           |           |           |           | 13      |
| Kanovaren               | Kanovaren               |          |          |          |          |          |          |          |          |           | ●         | 4         | 5         |           | 9       |
| Paardensport            | Paardensport            |          |          | 3        | 2        | ●        | 1        | 5        |          |           |           |           |           |           | 11      |
| Roeien                  | Roeien                  |          |          |          | ●        | ●        | 4        |          |          |           |           |           |           |           | '4      |
| Rugby                   | Rugby                   |          | ●        | ●        | ●        | ●        | 1        |          |          |           |           |           |           |           | 1       |
| Schietsport             | Schietsport             |          |          |          |          |          |          | 3        | 2        | 2         | 1         | 2         | 2         | 1         | 13      |
| Schermen                | Schermen                |          | 4        | 4        | 2        | 4        | 2        |          |          |           |           |           |           |           | 16      |
| Tafeltennis             | Tafeltennis             |          | ●        | ●        | ●        | 5        | 8        | 8        | ●        | ●         | 5         | 5         |           |           | 31      |
| Taekwondo               | Taekwondo               |          |          |          |          |          |          |          |          |           | 2         | 2         | 2         |           | 6       |
| Tennis                  | Tennis                  |          |          |          | ●        | ●        | ●        | ●        | ●        | 1         | 1         | 2         | 2         |           | 6       |
| Triatlon                | Triatlon                |          |          |          |          | 4        | 4        |          |          |           |           |           |           |           | 8       |
| Voetbal                 | Voetbal                 |          |          |          |          |          | ●        | ●        | ●        |           | ●         |           | 1         |           | 1       |
| Volleybal               | Volleybal               |          |          |          | ●        | ●        | ●        | ●        | ●        | ●         | ●         | ●         | 1         | 1         | 2       |
| Wielersport (baan)      | Wielersport (baan)      |          | 4        | 5        | 5        | 3        |          |          |          |           |           |           |           |           | 17      |
| Wielersport (weg)       | Wielersport (weg)       |          |          |          |          |          |          |          | 19       | 6         | 5         | 4         |           |           | 34      |
| Zwemmen                 | Zwemmen                 |          | 16       | 14       | 14       | 14       | 13       | 15       | 14       | 15        | 15        | 16        |           |           | 146     |
| Finales                 | Finales                 |          | 24       | 30       | 44       | 55       | 62       | 54       | 58       | 44        | 48        | 55        | 50        | 15        | 539     |
| Cumulatief              | Cumulatief              |          | 24       | 54       | 98       | 153      | 215      | 269      | 327      | 371       | 419       | 474       | 524       | 539       | 539     |
| augustus/september 2021 | augustus/september 2021 | 24 Di.   | 25 Wo.   | 26 Do.   | 27 Vr.   | 28 Za.   | 29 Zo.   | 30 Ma.   | 31 Di.   | 1 Wo.     | 2 Do.     | 3 Vr.     | 4 Za.     | 5 Zo.     | Finales |

## Accommodaties

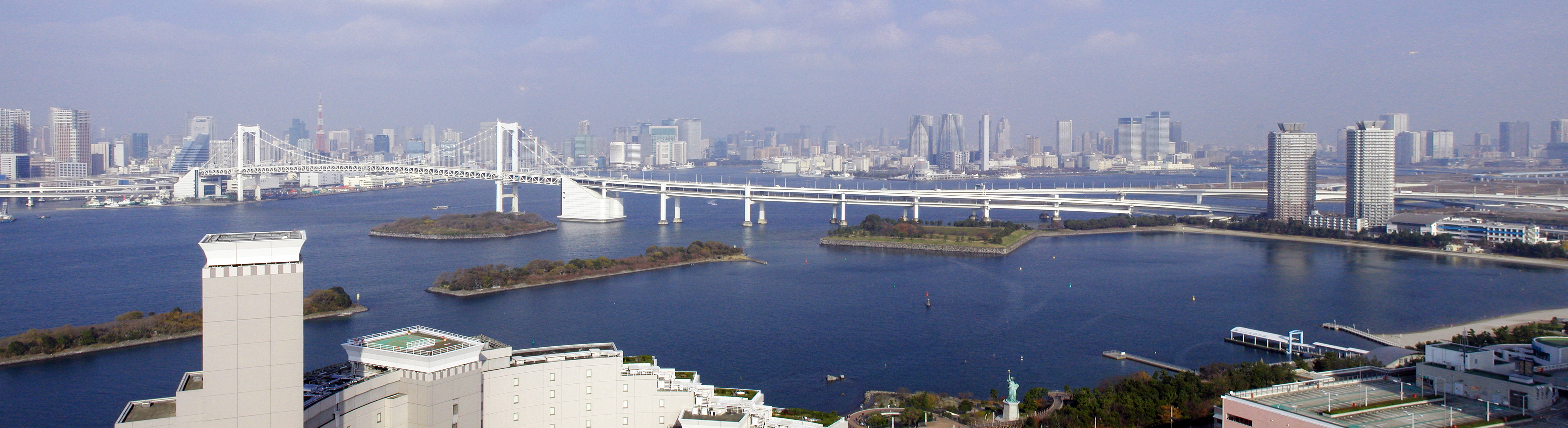
De Baai van Tokio.

### Tokio centrum
- Olympisch Stadion: openings- en sluitingsceremonie, atletiek
- Nippon Budokan: judo
- Tokyo Equestrian Park: paardensport
- Tokyo International Forum: bankdrukken
- Tokyo Metropolitan Gymnasium: tafeltennis
- Yoyogi National Gymnasium: badminton, rugby

### Baai van Tokio
- Aomi Urban Sports Venue: voetbal
- Ariake Arena: basketbal
- Ariake Tennis Park: tennis
- Dream Island Archery Park: boogschieten
- Makuhari Messe: goalball, volleybal, taekwondo, schermen
- Odaiba Marine Park: triathlon
- Tokyo Aquatics Centre: zwemmen
- Olympic Gymnastics Centre: boccia
- Sea Forest Waterway: roeien, kanovaren

### Buiten Tokio
- Musashino Forest Sports Plaza: basketbal
- Asaka Shooting Range: schietsport
- Izu Velodrome: baanwielrennen

### Extrasportieve accommodatie
- Harumi Futo: Paralympisch dorp
- Tokyo Big Sight Conference Tower: Internationaal Mediacentrum

## Medaillespiegel
In onderstaande tabel de top 10. Het gastland heeft een blauwe achtergrond. De gegevens zijn in overeenstemming met de ranglijst zoals die door het IPC is opgesteld.
| Plaats | Land             | NPC | Goud | Zilver | Brons | Totaal |
| 1      | China            | CHN | 96   | 60     | 51    | 207    |
| 2      | Groot-Brittannië | GBR | 41   | 38     | 45    | 124    |
| 3      | Verenigde Staten | USA | 37   | 36     | 31    | 104    |
| 4      | Russisch team    | RPC | 36   | 33     | 49    | 118    |
| 5      | Nederland        | NED | 25   | 17     | 17    | 59     |
| 6      | Oekraïne         | UKR | 24   | 47     | 27    | 98     |
| 7      | Brazilië         | BRA | 22   | 20     | 30    | 72     |
| 8      | Australië        | AUS | 21   | 29     | 30    | 80     |
| 9      | Italië           | ITA | 14   | 29     | 26    | 69     |
| 10     | Azerbeidzjan     | AZE | 14   | 1      | 4     | 19     |